# Блумбергс, Янис
Янис Блумбергс (9 октября 1886 года — 10 июля 1941 года) был латвийским политиком, депутатом  2 Сейма. Член Латышского крестьянского союза. Он был министром снабжения Латвии (1919; 1919—1920), министром финансов (1924—1926) и министром торговли и промышленности (1939—1940).

## Биография
Янис Блумбергс родился 9 октября 1886 года в "Брезме" Вецмокской волости (ныне Туменская волость) Тукумского уезда. С 1907 до 1910 года учился в Рижском политехникуме, в 1911 году окончил Московский сельскохозяйственный институт. С 1911 по 1918 год являлся членом Латвийской сельскохозяйственной центральной ассоциации. С 1914 до 1917 года - редактор издания "Baltijas Lauksaimnieks". 17 марта 1919 года стал министром снабжения Временного правительства Латвии. С приходом к власти второго временного правительства 13 июля его обязанности принял премьер-министр Карлис Улманис, но в третьем Временном правительстве (декабрь 1919 года - июнь 1920 года) вновь был назначен Блумбергс.
С 1922 до 1926 года член правления Латвийской сельскохозяйственной центральной ассоциации. В 1923 году стал членом министерства финансов, а в 1924 году он стал министром финансов в правительстве Хуго Цельминьша, сохранив эту должность и в следующих двух правительствах - Улманиса и Артура Алберингса. В 1925 году избран во 2 Сейм. 16 октября 1926 года награждён орденом Трёх звёзд 3-го класса. С 1929 до 1934 года редактор издания "Latvijas Lauksaimnieks". В 1939 году, когда была восстановлена должность министра торговли и промышленности Блумберг был назначен на эту должность. Он потерял свой пост в 1940 году вместе с отставкой правительства.
В 1941 году депортирован в Россию. Убит в Вятлаге 10 июля 1941 года.